# Сидър (езеро)
Езерото Сидър (Кедрово езеро) (на английски: Cedar Lake) е 5-о по големина езеро в провинция Манитоба. Площта му заедно с островите в него е 1353 км2, която му отрежда 33-то място сред езерата на Канада. Площта само на водното огледало без островите е 1321 км2. Надморската височина на водата е 253 м.
Езерото се намира в западната част на провинцията, на 3 км северозападно от езерото Уинипег и на 5 км северно от езерото Уинипегосис. Дължината му от северозапад на югоизток е 62,5 км, обем от 10,2 км3, средна дълбочина от 4,18 м, а максимална – 10 м. От ноември до юни Сидър е покрито с ледена кора. Годишното колебание на водното равнище е от порядъка на ±3 м.
Езерото има силно разчленена брегова линия (314 км), с множество заливи, полуострови и острови (32 км2).
Площта на водосборния му басейн е 335 900 km2, като през него от северозапад на югоизток протича река Саскачеван, вливаща се в езерото Уинипег
През лятото на 1690 г. английският трапер Хенри Келси (1667 – 1724), служител на „Компанията Хъдсънов залив“, търгуваща с ценни животински кожи се изкачва по река Нелсън с група индианци от племето асинибойн и на 10 юли открива езерото Уинипег, а няколки дни по-късно и езерото Сидър.
От 1961 до 1964 г. в района на изтичането на река Саскачеван е построена 25,6-километрова преградна стена, в основата на която функционира голяма ВЕЦ. Изграждането на стената повишава нивото на езерото с 3,65 м, в резултат на което са залети няколко селища на местните индианци кри, които се преселват на югоизточния бряг на езерото в селището Истървил, което е единствено населено място по бреговете на Сидър. В близост на около 2,5 км) от язовирната стена е град Гранд Рапидс.